# Tunnel Menkhauser Berg
Der Tunnel Menkhauser Berg ist ein 492 Meter langer Straßentunnel in der lippische Stadt Oerlinghausen in Nordrhein-Westfalen. Er ist Bestandteil der L 751 „Tunnelstraße“ und unterquert den Menkhauser Berg.